# Tom Farrell (långdistanslöpare)
Thomas William "Tom" Farrell, född 23 mars 1991, är en brittisk långdistanslöpare.
Farrell tävlade för Storbritannien vid olympiska sommarspelen 2016 i Rio de Janeiro, där han blev utslagen i försöksheatet på 5 000 meter.